# 哈爾夫韋 (肯塔基州艾倫縣)
哈爾夫韋（英語：Halfway）是位於美國肯塔基州艾倫縣的一個非建制地區。

## 地理
哈爾夫韋所處的海拔為高於海平面226米（即741英呎），而該地所採用的時區為UTC-6，即北美中部時區（CST）。同時該地設有夏令時間，為UTC-6調快一小時，即UTC-5（CDT）。